# آنتونین ملینسکی
آنتونین ملینسکی (چکی: Antonín Mlejnský؛ زادهٔ ۱۷ مهٔ ۱۹۷۳) بازیکن فوتبال اهل جمهوری چک بود.
از باشگاه‌هایی که در آن بازی کرده‌است می‌توان به باشگاه فوتبال ویکتوریا ژیژکوف و باشگاه فوتبال اسپارتا پراگ اشاره کرد.
وی همچنین در تیم ملی فوتبال جمهوری چک بازی کرده‌است.